# Mafia griega
La Mafia griega (griego: Ελληνική μαφία Ellinikí mafía) es el término coloquial utilizado para referirse a varios elementos de crimen organizado originarios de Grecia. Los grupos delictivos organizados autóctonos están bien arraigados en los mayores centros urbanos griegos, especialmente en Atenas.
La delincuencia organizada a gran escala, como la mafia griega, no debe confundirse con las bandas callejeras griegas, que participan en la delincuencia callejera más pequeña.
Además de las organizaciones criminales nacionales griegas, la Mafia siciliana, la Camorra, y los grupos de Albanesa, Rumana y Mafia serbia han estado operando en Grecia en colaboración con los sindicatos criminales nacionales.

## Padrinos de la noche
Los jefes del crimen griego son descritos localmente como νονοί της νύχτας (traducido como "Padrinos de la noche"). Operando en gran medida como propietarios de clubes nocturnos, los grupos criminales griegos pueden operar sus negocios ilegales desde estos lugares.
A diferencia de la mafia siciliana o la mafia albanesa, los grupos criminales griegos siguen la misma estructura que tienen las bandas organizadas dentro del French Milieu o el Penose en los Países Bajos. En el ámbito nacional, se trata en gran medida de células de delincuencia organizada más pequeñas, normalmente de carácter familiar, que colaboran pero que de vez en cuando también se enfrentan entre sí.
Se conocen cerca de 217 señores del crimen doméstico que operan en el país. A nivel internacional, las prácticas de contrabando y chantaje tienen un mayor alcance y no se basan necesariamente en ciudadanos griegos únicamente. Debido a la necesidad de infiltrarse y manipular múltiples tipos de empresas para lograr el contrabando internacional, la mayoría de las veces estas organizaciones se asemejan más a los cárteles internacionales profesionales que a los grupos tradicionales de delincuencia organizada.

## Actividades
Un número importante de grupos de delincuencia organizada griegos se concentra en Atenas. Sin embargo, muchos otros grupos (semi) organizados operan en otras ciudades, e incluso pueblos. Los clanes criminales pueden tener su origen en toda Grecia:  Los grupos mafiosos de las grandes ciudades se dedican especialmente al chantaje, al contrabando de petróleo, al blanqueo de dinero, al tráfico de armas y al tráfico de drogas, así como al asesinato.
Los grupos criminales de la Grecia continental también se han beneficiado de las actividades de los funcionarios corruptos. [Las organizaciones criminales griegas, a menudo en colaboración con grupos de la albanesa o de la mafia rusa, contrabandean armas, estupefacientes y petróleo ilegal desde los puertos locales hasta importantes centros de destino, como los muelles de Nápoles o Amberes. Fuera de los centros urbanos, la isla de Creta es conocida por tener clanes criminales regionales de carácter familiar implicados en el cultivo y tráfico de marihuana a nivel nacional e internacional. El secuestro y el tráfico de armas son también actividades preferidas, colaborando a menudo con la mafia albanesa. Un ejemplo es el pueblo de Zoniana que es una conocida zona cero para los señores de la droga cretenses, como el Familia Parasyris . En general, los grupos de delincuencia organizada griegos actúan en la Grecia continental, así como en otras partes de Europa. La actividad se centra principalmente en los ámbitos del contrabando de cigarrillos y el tráfico de marihuana, hachís y armas. Las ciudades europeas están muy afectadas por la delincuencia organizada griega en forma de contrabando de estupefacientes. Recientemente, bajo la presión de la Unión Europea, Grecia y otros muchos países europeos han intensificado su guerra contra el contrabando, realizando numerosas detenciones y desactivando las organizaciones en colaboración con las fuerzas del orden europeas.
Dado que Grecia posee un gran porcentaje de la marina mercante mundial, cada año se envía a toda Europa una cantidad considerable de marihuana cultivada en Grecia. Cultivada en granjas y campos remotos, principalmente en la isla de Creta y en la península del Peloponeso, se ha colado en el corazón de la mayoría de las ciudades occidentales y centroeuropeas, a pesar de los esfuerzos realizados para frenar este fenómeno.

## Fuera de Grecia

### Países Bajos
Las leyes "tolerantes" con respecto al cannabis, hacen que la venta y el uso de la marihuana sean legales en los Países Bajos. Sin embargo, el cultivo y el transporte de cannabis siguen siendo ilegales. Esto ofrece a los contrabandistas un mercado fuerte con gran demanda de su producto.
se especula que, en gran parte, se trata de cárteles con base en Grecia. Sin embargo, la persecución de estos miembros es difícil debido a la naturaleza no jerárquica de la(s) organización(es).

### América del Norte
Las ciudades de América del Norte con una gran comunidad griega han albergado tradicionalmente organizaciones criminales de origen griego, como la familia criminal Velentzas, la mafia griega de Filadelfia y las familias canadienses Voidonikolas-Georgakopoulos-Leoutsakos. Estas organizaciones han operado en secreto durante décadas, y son notoriamente poderosas.
En los Estados Unidos, el término "mafia griega" puede incluir o referirse específicamente a varios grupos de crimen organizado grecoamericanos. Entre los grupos delictivos organizados de origen griego o greco-americano más destacados en Estados Unidos se encuentran la mafia griega de Filadelfia en Filadelfia, Pensilvania y la familia criminal Velentzas en Nueva York. Los grupos delictivos grecoamericanos varían en cuanto al grado de sus conexiones con los grupos mafiosos griegos de Europa; algunos grupos delictivos grecoamericanos pueden estar poco conectados o incluso ser completamente independientes de los grupos mafiosos griegos de Europa, mientras que algunos grupos delictivos grecoamericanos pueden ser esencialmente extensiones estadounidenses de los grupos mafiosos griegos de Europa.

### África
En África, un pequeño sindicato del crimen griego gestionó casinos en toda la región de África central, y en Sudáfrica durante los años ochenta y noventa. El juego siempre ha sido un elemento básico del crimen organizado griego, así como las carreras de caballos, las cartas, los casinos y los negocios en el mercado negro. Cabe suponer que la delincuencia organizada griega es difícil de desintegrar, ya que estos grupos se forman, se disuelven y se reforman cuando les conviene. Por esta razón, a menudo se le compara con la Camorra italiana, que en ocasiones ha funcionado con un modelo similar. El crimen organizado griego se basa principalmente en el contrabando, mientras que la Camorra italiana se basa principalmente en la extorsión y el chantaje.